# 신민
신민(臣民, subject)은 신성한 권위를 가진 황제, 왕 등 군주 또는 종교 지도자에 복종하는 사람을 말한다. 동양에서는 백성이라고도 지칭한다. 입헌군주제 이외의 군주정에서의 구성원인 이들은 공화정, 민주주의를 채택한 국가에서의 국민, 시민 개념과는 다소 상반될 수 있다. 군주정 하에서의 국민인 신민은 국민인 동시에, 신분상 황제나 국왕, 군주의 신하에 해당된다. 스스로 주권을 행사하는 공화정, 민주정에서의 국민과는 역할, 권리가 다르다.

## 같이 보기
- 군주제
- 입헌 군주제
- 영국 신민
- 인민
- 국민
- 황국신민